# Max Landsberg (Architekt)
Max Landsberg (* 20. April 1878 in Berlin; † 16. März 1930 ebenda) war ein deutscher Architekt.

## Leben
Max Landsberg wurde in Berlin als Sohn einer alteingesessenen jüdischen Familie geboren, sein Vater war der Bauingenieur Theodor Landsberg.
Max Landsberg studierte an der Technischen Hochschule (Berlin-)Charlottenburg und an der Technischen Hochschule Darmstadt, u. a. bei Georg Wickop. Nach seinem Studium kehrte er 1903 nach Berlin zurück und arbeitete für drei Jahre im Atelier des Architekten Alfred Messel.
Als Bauleiter für Alfred Messel war Max Landsberg z. B. für das Teehaus der Villa Springer in Berlin-Wannsee und für die Villa Rosenberg in Berlin-Grunewald zuständig.
Ab 1906 arbeitete Max Landsberg als selbständiger Architekt in Berlin. Er war Mitglied im Architekten- und Ingenieurverein Berlin, im Bund Deutscher Architekten (BDA) und im Deutschen Werkbund.
1919 heiratete Max Landsberg die Ärztin Hedwig Hamburger (1888–1956). Das Ehepaar hatte zwei Söhne, die später beide Naturwissenschaftler und Hochschullehrer wurden: der Chemiker Rolf Landsberg (1920–2003) und der Physiker Peter Landsberg (1922–2010).
Max Landsberg litt seit seinem 17. Lebensjahr unter epileptischen Anfällen. Bei einem solchen starb er im Jahr 1930, noch vor Vollendung seines 52. Lebensjahres. Sein Grab befindet sich auf dem Jüdischen Friedhof Berlin-Weißensee.

## Werk (Auswahl)

### Bauten und Entwürfe

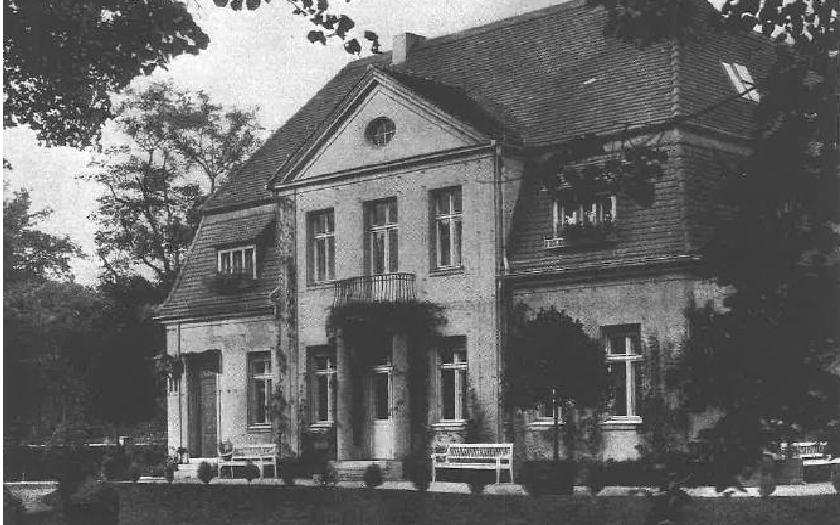
Wohnhaus Bleichröder in Berlin-Pankow, um 1920, Ansicht vom Garten

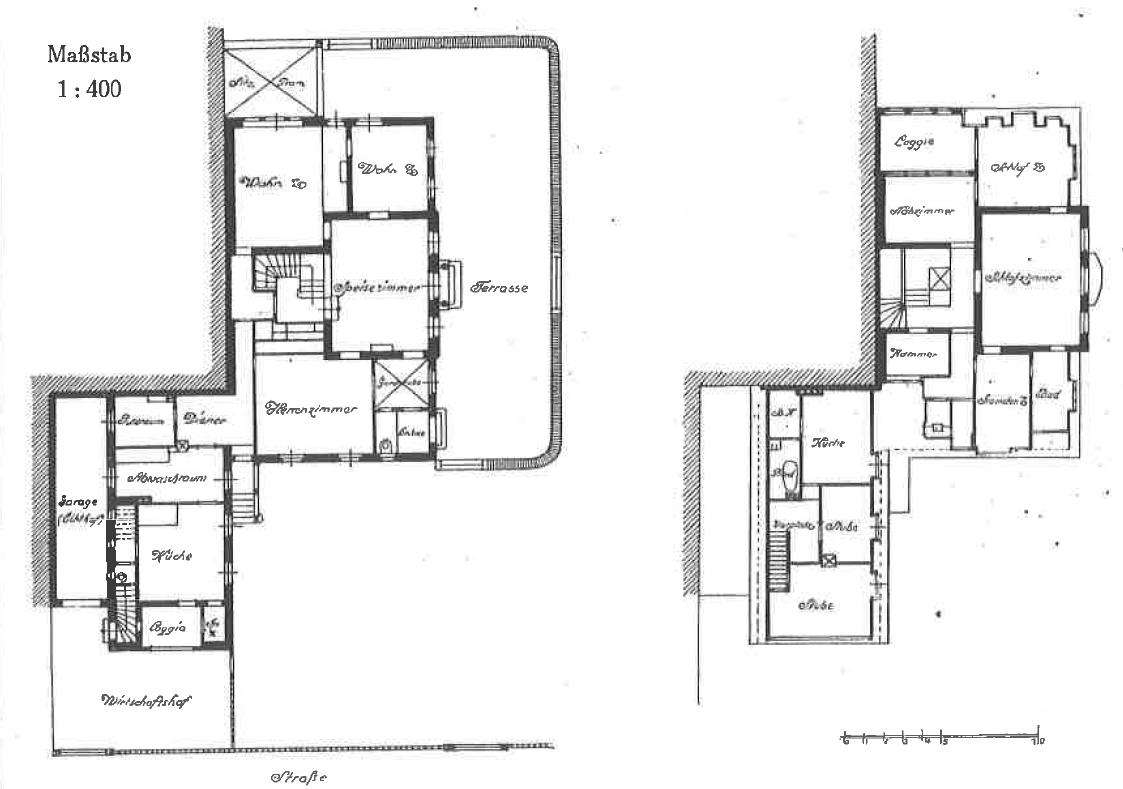
Grundriss zum Wohnhaus Bleichröder

- 1906: großes Wohnhaus für den Kunstsammler Wilhelm Wertheim in Berlin-Dahlem, Messelstraße 31 (mit Inneneinrichtung und Nebengebäuden)
- 1909–1910: Wohnhaus für den Arzt Fritz Bleichröder in Berlin-Pankow, Breite Straße 33
- 1910: Wohnhaus für den Bildhauer Alexander Oppler in Berlin-Grunewald, Hagenstraße 8
- 1913: Wettbewerbsentwurf für ein neues Rathaus in Potsdam (prämiert mit dem 1. Preis in Höhe von 8000 Mark)
- Wohnhaus für den Mediziner Alfred Blaschko in der Villenkolonie Grunewald
- Wohnhaus für den Dichter Ludwig Fulda in der Villenkolonie Grunewald
- 1926: Wohnhaus für den Verleger Emil Herz

### Grabmäler
- Erbbegräbnis der Familie Winter auf dem Friedhof an der Prenzlauer Allee
- Erbbegräbnis Louis Oppenheim († 1909) auf dem Friedhof der jüdischen Gemeinde an der Schönhauser Allee
- Erbbegräbnis der Familien Herz, Katz und Grau auf dem Friedhof der jüdischen Gemeinde an der Schönhauser Allee
- Erbbegräbnis der Familien Neumann, Brünn und Meyer auf dem jüdischen Friedhof Berlin-Weißensee[3]

### Schriften
- Alfred Messel †. In: Zentralblatt der Bauverwaltung. Nr. 26, 1909, S. 181–182 (zlb.de).
- Lichtreklame im Stadtbild. In: Städtebau. Monatshefte für Stadtbaukunst Städtisches Verkehrs-, Park- und Siedlungswesen, 1927, Jg. 22, S. 35–37.